# This House Is Not for Sale (singolo)
This House Is Not For Sale è una canzone della rock band americana Bon Jovi dal loro tredicesimo album in studio.
È stato rilasciato come primo singolo dell'album This House Is Not For Sale il 12 agosto, 2016. La canzone è stata scritta da Jon Bon Jovi, John Shanks, e Billy Falcon.

## Il video
Il video è stato pubblicato il 12 agosto 2016.
Parti del video sono state filmate a Bethlehem, Pennsylvania, e in Allentown, Pennsylvania. Nel video, la casa marcata "in vendita" è 2415 South 6th Street, a Allentown.
Verso la fine del video, la telecamera riprende South 6th Street, l'edificio PPL è visibile all'orizzonte.
Gli scatti sono del cimitero di San Michele in Sud Bethlehem, Pennsylvania.

## Formazione
- Jon Bon Jovi - voce
- Phil X - chitarra solista, seconda voce
- David Bryan - tastiera, seconda voce
- Tico Torres - batteria
- Hugh McDonald - basso, seconda voce

altri musicisti
- John Shanks - chitarra ritmica, cori

## Classifiche
| Classifica (2000)             | Posizione massima |
| ----------------------------- | ----------------- |
| Australia                     | 81                |
| Austria                       | 45                |
| Germania                      | 85                |
| Regno Unito                   | 45                |
| Spagna                        | 17                |
| Stati Uniti                   | 33                |
| Stati Uniti (dance club)      | 10                |
| Stati Uniti (mainstream rock) | 14                |